# Stazione di Pantiere di Castelbellino
Stazione di Pantiere di Castelbellino vasútállomás Olaszországban, Marche régióban, Castelbellino településen.

## Vasútvonalak
Az állomást az alábbi vasútvonalak érintik:
- Ancona–Orte -vasútvonal

## Kapcsolódó állomások
A vasútállomáshoz az alábbi állomások vannak a legközelebb: 
- Stazione di Jesi
- Stazione di Montecarotto-Castelbellino